# Sowjetischer Fußballpokal 1947
Der Sowjetische Fußballpokal 1947 war die achte Austragung des sowjetischen Pokalwettbewerbs der Männer. Ab der 1. Finalrunde wurden alle Spiele in Moskau ausgetragen. An ihr nahmen die 13 Erstligisten und die sechs Zonensieger teil.
Pokalsieger wurde Titelverteidiger Spartak Moskau. Das Team setzte sich im Finale gegen Torpedo Moskau durch.

## Vorrunde

### ZoneRusslandGruppe 1

#### 1. Runde
| Datum      |                         | Ergebnis |                    |
| ---------- | ----------------------- | -------- | ------------------ |
| 01.06.1947 | Traktor Uljanowsk       | 3:2      | SiK Kowrow         |
| 07.06.1947 | Chimik Dserschinsk      | 3:2      | Krylja Sowetow Ufa |
| 08.06.1947 | Torpedo Gorki           | 6:0      | SiK Kaliningrad    |
| 08.06.1947 | Krasnoje snamja Iwanowo | 4:1      | Zenit Ischewsk     |

#### Viertelfinale
| Datum      |                   | Ergebnis |                         |
| ---------- | ----------------- | -------- | ----------------------- |
| 15.06.1947 | Dynamo Kasan      | 1+:- 1   | Spartak Jaroslawl       |
| 15.06.1947 | Dynamo Saratow    | 1:2      | Traktor Kuibyschew      |
| 15.06.1947 | Torpedo Gorki     | 5:2      | Krasnoje snamja Iwanowo |
| 15.06.1947 | Traktor Uljanowsk | 1+:- 1   | Chimik Dserschinsk      |

#### Halbfinale
| Datum      |               | Ergebnis |                    |
| ---------- | ------------- | -------- | ------------------ |
| 20.06.1947 | Dynamo Kasan  | 0:1      | Torpedo Uljanowsk  |
| 22.06.1947 | Torpedo Gorki | 3:1      | Traktor Kuibyschew |

#### Finale
| Datum      |               | Ergebnis |                   |
| ---------- | ------------- | -------- | ----------------- |
| 27.06.1947 | Torpedo Gorki | 2:0      | Torpedo Uljanowsk |

### ZoneRusslandGruppe 2

#### 1. Runde
| Datum      |                   | Ergebnis |                        |
| ---------- | ----------------- | -------- | ---------------------- |
| 01.06.1947 | Dynamo Swerdlowsk | 6:1      | Awangard Swerdlowsk    |
| 01.06.1947 | ODO Nowosibirsk   | 4:0      | Krylja Sowetow Molotow |

#### Viertelfinale
| Datum      |                            | Ergebnis |                            |
| ---------- | -------------------------- | -------- | -------------------------- |
| 08.06.1947 | ODO Nowosibirsk            | 5:0      | Krylja Sowetow Nowosibirsk |
| 09.06.1947 | Dynamo Swerdlowsk          | 3:0      | Dserschinez Tscheljabinsk  |
| 09.06.1947 | Dserschinets Nischni Tagil | 0:1      | Dynamo Tscheljabinsk       |
| 09.06.1947 | ODO Swerdlowsk             | 9:0      | Krylja Sowetow Omsk        |

#### Halbfinale
| Datum      |                      | Ergebnis |                 |
| ---------- | -------------------- | -------- | --------------- |
| 15.06.1947 | Dynamo Tscheljabinsk | 2:1      | ODO Nowosibirsk |
| 15.06.1947 | Dynamo Swerdlowsk    | 1:0      | ODO Swerdlowsk  |

#### Finale
| Datum      |                      | Ergebnis |                   |
| ---------- | -------------------- | -------- | ----------------- |
| 22.06.1947 | Dynamo Tscheljabinsk | 2:1      | Dynamo Swerdlowsk |

### ZoneKaukasus

#### Viertelfinale
| Datum      |                   | Ergebnis  |                       |
| ---------- | ----------------- | --------- | --------------------- |
| 01.06.1947 | Dynamo Rostow     | 3:0       | Krylja Sowetow Tiflis |
| 01.06.1947 | Lokomotive Tiflis | 1:1 n. V. | ODO Tiflis            |
| 01.06.1947 | Neftjanik Baku    | 2:3       | Dinamo Jerewan        |
| 01.06.1947 | Spartak Jerewan   | 2:0       | Dinamo Baku           |

##### Wiederholungsspiel
| Datum      |                   | Ergebnis |            |
| ---------- | ----------------- | -------- | ---------- |
| 02.06.1947 | Lokomotive Tiflis | 1:0      | ODO Tiflis |

#### Halbfinale
| Datum      |                | Ergebnis |                   |
| ---------- | -------------- | -------- | ----------------- |
| 16.06.1947 | Dynamo Rostow  | 4:0      | Spartak Jerewan   |
| 16.06.1947 | Dinamo Jerewan | 2:0      | Lokomotive Tiflis |

#### Finale
| Datum      |                | Ergebnis |               |
| ---------- | -------------- | -------- | ------------- |
| 24.06.1947 | Dinamo Jerewan | 6:1      | Dynamo Rostow |

### ZoneUkraine

#### 1. Runde
| Datum      |                      | Ergebnis  |                        |
| ---------- | -------------------- | --------- | ---------------------- |
| 01.06.1947 | Dynamo Kischinjow    | 4:1 n. V. | Dserschinets Charkow   |
| 01.06.1947 | ODO Kiew             | 1:2       | Schachtjor Stalino     |
| 01.06.1947 | Stal Dnjepropetrowsk | 1:1 n. V. | Pischtschewik Odessa   |
| 05.06.1947 | Spartak Uschgorod    | 3:1       | Sudostroitel Nikolajew |

##### Wiederholungsspiel
| Datum      |                      | Ergebnis  |                      |
| ---------- | -------------------- | --------- | -------------------- |
| 02.06.1947 | Stal Dnjepropetrowsk | 3:2 n. V. | Pischtschewik Odessa |

#### Viertelfinale
| Datum      |                        | Ergebnis |                        |
| ---------- | ---------------------- | -------- | ---------------------- |
| 15.06.1947 | Dynamo Woroschilowgrad | 2:0      | Lokomotive Charkow     |
| 15.06.1947 | Schachtjor Stalino     | 5:0      | Bolschewik Saporoschje |
| 15.06.1947 | Spartak Cherson        | 3:1      | Dynamo Kischinjow      |
| 15.06.1947 | Stal Dnjepropetrowsk   | 6:2      | Spartak Uschgorod      |

#### Halbfinale
| Datum      |                      | Ergebnis  |                        |
| ---------- | -------------------- | --------- | ---------------------- |
| 21.06.1947 | Spartak Cherson      | 0:1       | Dynamo Woroschilowgrad |
| 22.06.1947 | Stal Dnjepropetrowsk | 2:2 n. V. | Schachtjor Stalino     |

##### Wiederholungsspiele
| Datum      |                      | Ergebnis  |                    |
| ---------- | -------------------- | --------- | ------------------ |
| 23.06.1947 | Stal Dnjepropetrowsk | 3:3 n. V. | Schachtjor Stalino |
| 25.06.1947 | Stal Dnjepropetrowsk | 1+:- 1    | Schachtjor Stalino |

#### Finale
| Datum      |                        | Ergebnis |                      |
| ---------- | ---------------------- | -------- | -------------------- |
| 29.06.1947 | Dynamo Woroschilowgrad | 3:1      | Stal Dnjepropetrowsk |

### Zone Zentrum

#### 1. Runde
| Datum      |                    | Ergebnis  |                          |
| ---------- | ------------------ | --------- | ------------------------ |
| 01.06.1947 | Burewestnik Moskau | 1:1 n. V. | Sudostroitel Leningrad   |
| 01.06.1947 | DO Leningrad       | 1:0       | Trudowyje Reserwy Moskau |
| 01.06.1947 | Spartak Leningrad  | 1:2       | Lokomotive Moskau        |
| 13.06.1947 | Dynamo Riga        | 0:1       | Metrostroi Moskau        |
| 13.06.1947 | Dinamo Vilnius     | 2:3       | Pischtschewik Moskau     |
| 13.06.1947 | JK Tallinna Kalev  | 3:0       | DO Minsk                 |
| 13.06.1947 | WMS Moskau         | 4:2       | MWO Moskau               |

##### Wiederholungsspiel
| Datum      |                    | Ergebnis |                        |
| ---------- | ------------------ | -------- | ---------------------- |
| 02.06.1947 | Burewestnik Moskau | 3:2      | Sudostroitel Leningrad |

#### Viertelfinale
| Datum      |                        | Ergebnis |                      |
| ---------- | ---------------------- | -------- | -------------------- |
| 17.06.1947 | DO Leningrad           | 3:1      | Lokomotive Moskau    |
| 17.06.1947 | Dserschinets Leningrad | 2:1      | Pischtschewik Moskau |
| 17.06.1947 | WMS Moskau             | 2:0      | JK Tallinna Kalev    |
| 18.06.1947 | Burewestnik Moskau     | 1:0      | Metrostroi Moskau    |

#### Halbfinale
| Datum      |                        | Ergebnis |                    |
| ---------- | ---------------------- | -------- | ------------------ |
| 22.06.1947 | Dserschinets Leningrad | 1:0      | DO Leningrad       |
| 22.06.1947 | WMS Moskau             | 6:3      | Burewestnik Moskau |

#### Finale
| Datum      |                        | Ergebnis |            |
| ---------- | ---------------------- | -------- | ---------- |
| 29.06.1947 | Dserschinets Leningrad | 0:5      | WMS Moskau |

### Zone Zentralasien

#### 1. Runde
| Datum      |                   | Ergebnis |                  |
| ---------- | ----------------- | -------- | ---------------- |
| 01.06.1947 | Dynamo Stalinabad | 1+:- 1   | Spartak Alma-Ata |

#### Viertelfinale
| Datum      |                       | Ergebnis  |                   |
| ---------- | --------------------- | --------- | ----------------- |
| 01.06.1947 | Dinamo Frunse         | 1:2 n. V. | ODO Taschkent     |
| 01.06.1947 | Dinamo Taschkent      | 2:1 n. V. | Spartak Taschkent |
| 01.06.1947 | Lokomotive Aschchabat | 0:3       | Dinamo Alma-Ata   |
| 08.06.1947 | Dinamo Frunse         | 1:4       | Dinamo Stalinabad |

#### Halbfinale
| Datum      |                  | Ergebnis |                   |
| ---------- | ---------------- | -------- | ----------------- |
| 15.06.1947 | Dinamo Alma-Ata  | 1:0      | ODO Taschkent     |
| 15.06.1947 | Dinamo Taschkent | 0:2      | Dinamo Stalinabad |

#### Finale
| Datum      |                 | Ergebnis |                   |
| ---------- | --------------- | -------- | ----------------- |
| 22.06.1947 | Dinamo Alma-Ata | 2:1      | Dinamo Stalinabad |

## Finalrunde

### 1. Runde
| Datum      |                           | Ergebnis  |                   |
| ---------- | ------------------------- | --------- | ----------------- |
| 01.07.1947 | Spartak Moskau            | 4:0       | Torpedo Gorki     |
| 01.07.1947 | ZDKA Moskau               | 5:0       | FC Dinamo Jerewan |
| 01.07.1947 | Krylja Sowetow Kuibyschew | 3:1 n. V. | Dinamo Alma-Ata   |

### Achtelfinale
| Datum      |                        | Ergebnis  |                           |
| ---------- | ---------------------- | --------- | ------------------------- |
| 03.07.1947 | Dynamo Woroschilowgrad | 3:3 n. V. | Dynamo Tscheljabinsk      |
| 04.07.1947 | Dinamo Tiflis          | 1:0       | Dinamo Minsk              |
| 05.07.1947 | Dynamo Kiew            | 2:1       | Traktor Stalingrad        |
| 05.07.1947 | Torpedo Moskau         | 6:0       | WMS Moskau                |
| 06.07.1947 | ZDKA Moskau            | 4:1       | Dynamo Moskau             |
| 06.07.1947 | WWS Moskau             | 0:1       | Zenit Leningrad           |
| 07.07.1947 | Krylja Sowetow Moskau  | 0:2       | Dynamo Leningrad          |
| 07.07.1947 | Spartak Moskau         | 3:0       | Krylja Sowetow Kuibyschew |

#### Wiederholungsspiel
| Datum      |                        | Ergebnis |                      |
| ---------- | ---------------------- | -------- | -------------------- |
| 04.07.1947 | Dynamo Woroschilowgrad | 5:2      | Dynamo Tscheljabinsk |

### Viertelfinale
| Datum      |                  | Ergebnis  |                        |
| ---------- | ---------------- | --------- | ---------------------- |
| 08.07.1947 | Torpedo Moskau   | 2:1 n. V. | Dinamo Tiflis          |
| 09.07.1947 | ZDKA Moskau      | 4:0       | Dynamo Woroschilowgrad |
| 10.07.1947 | Spartak Moskau   | 2:0       | Dynamo Kiew            |
| 11.07.1947 | Dynamo Leningrad | 1:0       | Zenit Leningrad        |

### Halbfinale
| Datum      |                | Ergebnis |                  |
| ---------- | -------------- | -------- | ---------------- |
| 13.07.1947 | Torpedo Moskau | 1:0      | ZDKA Moskau      |
| 14.07.1947 | Spartak Moskau | 2:1      | Dynamo Leningrad |

### Finale
| Paarung        | Spartak Moskau – Torpedo Moskau |
| Ergebnis       | 2:0 (2:0) |
| Datum          | 21. Juli 1947 |
| Stadion        | Dynamo-Stadion, Moskau |
| Zuschauer      | 70.000 |
| Schiedsrichter | Nikolai Latyschew |
| Tore           | 1:0 Nikolai Dementjew (22.) 2:0 Oleg Timakow (40.) |
| Spartak Moskau | Alexei Leontjew – Serafin Cholodkow, Anatoli Seglin – Wassili Sokolow , Oleg Timakow, Konstantin Rjasantsew – Alexei Sokolow, Iwan Konow, Alexander Ryszow, Nikolai Dementjew, Georgi Glaskow Cheftrainer: Albert Wollrat     |
| Torpedo Moskau | Anatoli Akimow – Nikolai Iljin, Nikolai Jewsejew – Agustìn Gómez Pagóla, Anton Jakowlew, Nikolai Morosow – Wassili Panfilow, Georgi Scharkow, Alexander Ponomarjow, Pjotr Petrow, Wassili Scharkow Cheftrainer: Wiktor Maslow |